# باتريك بريتكريوز
باتريك بريتكريوز (بالألمانية: Patrick Breitkreuz)‏ هو لاعب كرة قدم ألماني، ولد في 18 يناير 1992 في برلين في ألمانيا. شارك مع منتخب ألمانيا تحت 17 سنة لكرة القدم. أما مع النوادي، فقد لعب مع إنيرجي كوتبوس وهولشتاين كيل.

## وصلات خارجية
- باتريك بريتكريوز على موقع قاعدة بيانات كرة القدم.إي يو (الإنجليزية)
- باتريك بريتكريوز على موقع بيانات كرة القدم. دي إي (الألمانية)
- باتريك بريتكريوز على موقع عالم كرة القدم.نت (الإنجليزية)